# گریسهایم (فرانکفورت ام ماین)
گریسهایم (به آلمانی: Frankfurt-Griesheim) یک منطقهٔ مسکونی در آلمان است که در فرانکفورت واقع شده‌است. گریسهایم  ۲۲٬۲۲۹ نفر جمعیت دارد.